# Врбиця (Велико-Тройство)
45°57′ пн. ш. 16°58′ сх. д. / 45.95° пн. ш. 16.96° сх. д.
Врбиця (хорв. Vrbica) — населений пункт у Хорватії, у Б'єловарсько-Білогорській жупанії у складі громади Велико Тройство.

## Населення
Населення за даними перепису 2011 року становило 125 осіб.
Динаміка чисельності населення поселення: